# Hít eleste
Hít eleste az az esemény volt, mikor az ISIL elfoglalta Hít városát, így elvágta a közeli Hadithába vezető útvonalat.

## Események
Október 2-i jelentések szerint Hít városában nagy csata bontakozott ki. Az ISIL azt mondta, elfoglalta a várost, de a kormánypárti harcosok szerint a harcok még folyamatban vannak. Másnap iraki tisztviselők azonban már arról beszéltek, hogy a város 90%-a nem az ő ellenőrzésük alatt van. A kormányzati épületeken – többek között a kormányzó irodáján és a rendőrségen – az ISIL zászlai lobogtak. Iraki tisztviselők szerint az ostrom azután indult, hogy egy öngyilkos merénylő megtámadta a várost. Több tankot és más katonai felszereléseket is zsákmányoltak. Meg nem erősített hírek szerint később egy koalíciós légi támadás következtében elhagyták a várost.
Október 5-én egy öngyilkos merénylő egy robbanószerekkel megrakott járművel hajtott a város bejárata mellett egy katonai ellenőrző pontba, ahol 3 ember meghalt, 5 pedig megsebesült Az öngyilkos robbantás a város keleti részén történt, és meghalt benne Mohammed Saad százados is.
Október 13-án, miután az iraki seregek elhagyták, az ISIL elfoglalta a régió egyik nagy katonai bázisát. Még a koalíciós légi támadások sem zavarták meg a milicistákat, és eközben nagy számban hagyták el a várost a menekültek. A légi támadások miatt az ott élők további 50%-a hagyta el a területet. A hadsereg az Asad Légibázisra húzódott vissza, köztük több vezető hivatalnok is. Az ISIL több felszerelést is zsákmányolt, többek között 3 tankot és több más járművet.

### Menekültválság
A harcok alatt és után rengeteg ember hagyta el Hítet s a környező területeket Anbár kormányzóságban. Az NSZ egyik tisztviselője szerint a harcok miatt több mint 180.00 ember hagyta el az otthonát, és többen közülük a kormány kezén lévő Ramádiban kerestek menedéket. Sokuknak van szüksége élelemre, takaróra és egyéb ellátmányokra.

### Háborús bűnök
A város eleste után az ISIL az Albu Nimr törzs t9bb tagját kivégezte, mert ellenük harcoltak. Többen elszöktek otthonaikból, sorsukról nem érkeztek hírek. Sokan úgy gondolják, hogy nem sokkal később meghaltak. A városon kívül egy tömegsírt találtak, mely 200 ember holttestét rejtette. További 48 harcost egy felvonuláson végeztek ki. Mindezek ellenére a törzs úgy nyilatkozott, megpróbálják visszafoglalni a várost.

## Külső hivatkozások
- Operation Inherent Resolve Airstrike Updates